# Disputa de l'illa de Tsushima

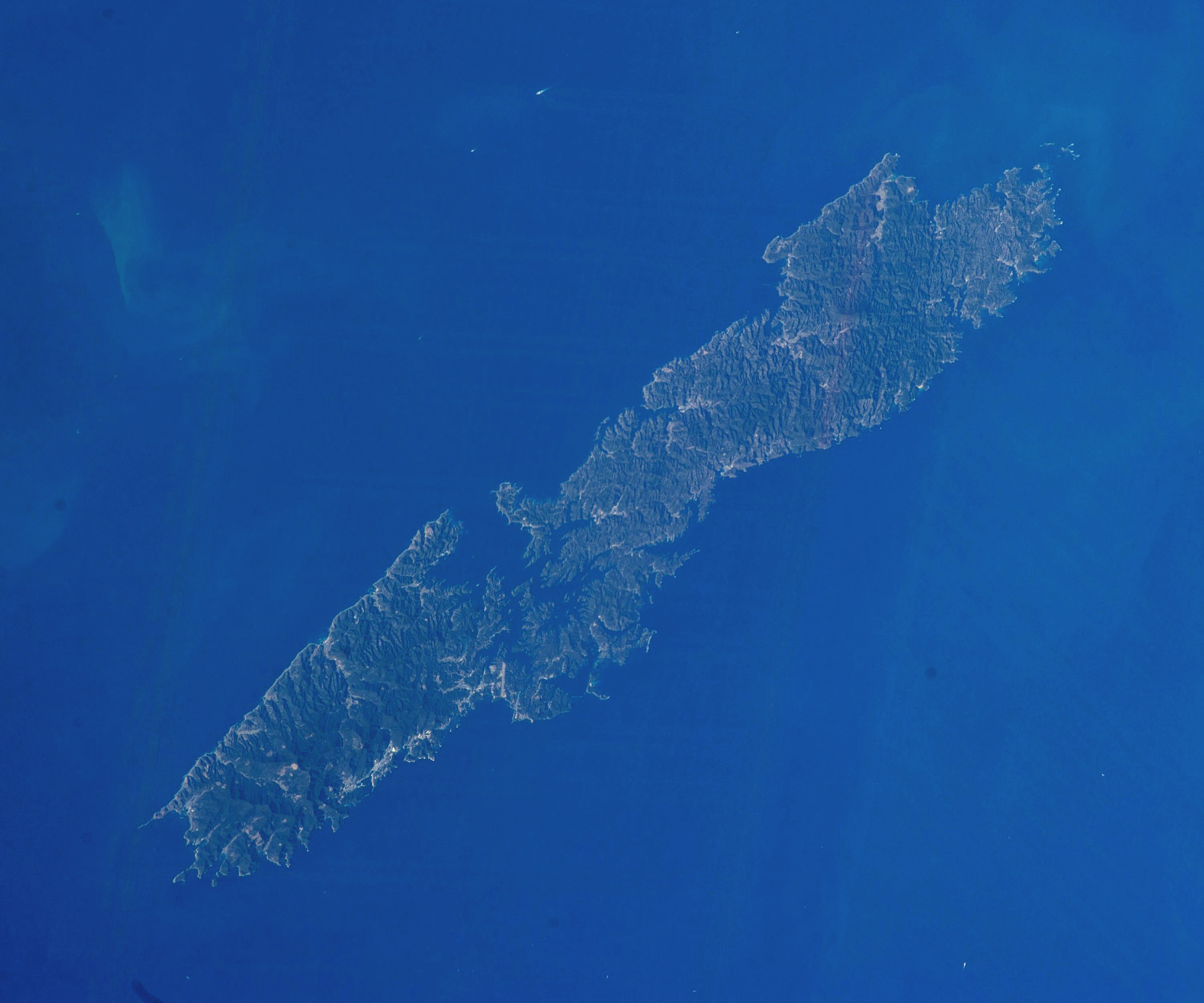
Foto de satèl·lit de l'illa de Tsushima (2013)

Alguns avantpassats coreans i també a l'actualitat han afirmat que Tsushima (en japonès: 対馬), una gran illa de l'estret de Corea entre la península coreana i l'illa de Kyushu, ha pertangut històricament a Corea. L'illa, que entre els coreans es coneix com Daemado (en coreà;대마도), ha estat controlat pel Japó almenys des del segle VIII, però alguns governs coreans històrics han afirmat que l'illa és legítimament territori coreà. Alguns també han pres mesures no oficials per intentar afirmar una possible reclamació coreana en els temps moderns, tot i que actualment l'illa no és reivindicada oficialment de cap manera per Corea del Sud ni per Corea del Nord.